# برونو تاوت
برونو تاوت (بالألمانية: Bruno Taut) معماري ألماني (1880-1938) ومخطط عمراني وأحد أشهر المؤلفين في فترة جمهورية الفايمار في ألمانيا (1918 - 1933). أسس مع والترغروبيوس مدرسة الباوهاوس Bauhaus في الفن المعماري، التي تعتمد على إضفاء لمسة جمالية على كل ما هو صناعي وخلق لوحة فنية إبداعية.

## حياته المهنية
حاول تاوت نشر أفكاره عبر صفحات مجلته «الفجر» (Fruelicht) والعديد من المعارض. وفي معرض أقامه خمسة من التعبيريين عام 1919، بعنوان «معرض لمعماريين مجهولين»، لم يجدوا خيرا من غروبيوس لكتابة مقدمة كاتلوغ المعرض. وقد كانت تلك المقدمة البروفة الأولية للبيان التأسيسي لمدرسة الباوهاوس.
تميز باستعماله للزجاج واهتمامه بالألوان، معروف بعمله النظري أكثر من التطبيقي ويعتبر من مهندسين الفترة الحديثة. ساهم بصفة كبيرة في الفن حيث وضع مع مهندسَين معماريين آخرين برنامجا يحث على مشاركة الشعب في الفن يكونان وحدة واحدة “العمارة هي التي تحي الفن”

## أعماله

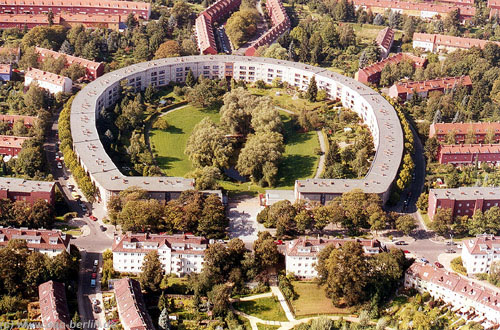
مجمع "هوفأيزن" للمساكن الشعبية في منطقة نويكولن البرلينية الذي بُني في الفترة ما بين 1925 و1933 بناء على تصاميم المهندسين برونو تاوت ومارتين فاغنر.

طرح برونو تاوت عدة أفكار في كتابه «تاج المدينة» (Die Stadtkrone) عام 1919. يقدم تاوت في كتابه هذا تصورا لمدينة مثالية قوامها تجمع حضري حول مبنى مركزي أسماه «تاج المدينة» يقوم مقام كاتدرائيات القرون الوسطى في توسطه لهذا التجمع الحضري، وتشكيله لنواته الإدارية، والثقافية، والرمزية. أما شكل هذا المبنى الذي يشكل النواة المركزية لمدينته المثالية فيعتمد تصميمه على أشكال البلورات واشتقاقاتها. وقد تأثر تاوت في ذلك في كتابات الشاعر بول شيربارت، وأهمها كتاب شيربارت «العمارة الزجاجية» (Glas Architektur) الذي صدر عام 1914.
لتاوت كثير من المشاريع تتمحور أغلبها في مجال الاسكانات والمجمعات السكنية، كما في مجمع «هوفأيزن» للمساكن الشعبية في منطقة نويكولن ببرلين الذي يتخد شكل «حذوة فرس»، والذي أدرج ضمن قائمة مواقع التراث العالمي ضمن الممتلكات السكنية ذات الأسلوب البرليني الحديث.
وبشكل عام فقد اتسمت البيوت قبل تلك الحقبة بالظلمة والضيق والرطوبة، وهو ما حاول المهندسون أن يتوخوه. فجاءت التصاميم الجديدة خارجة عن المألوف وعكست نظريات البناء المعهودة وقتها، الشيء الذي اُعتبر ثورة في هذا المجال. وتميزت تلك المساكن الشعبية بوضع مقاييس جديدة في الحمامات وفصل الغرف وإضافة شرفة للمنزل، علاوة على تزويد كل منزل بتدفئة مركزية. ولم يقف الإبداع عند هذا الحد، بل تجاوزه إلى تخصيص حديقة صغيرة لكل مجمع سكني، وإدماج المحال التجارية والعيادات الطبية والمقاهي، وطبعاً دون نسيان لمسة الألوان المختلفة التي منحت الأبنية نكهة مميزة، إذ كان هدف أولئك المهندسين المعماريين هو «بيت العائلة الصغيرة المثالي».

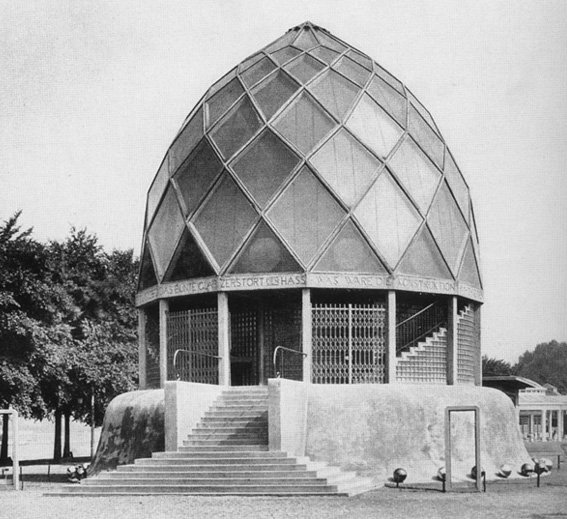
الفسطاط "البافيليون" الزجاجي

كما يعتبر الفسطاط الزجاجي (بالإنجليزية: glass pavilion) أحد أشهر مشاريع تاوت، حيث اتخذ تصميمه اتجاها رأسيا بهيئة البرج الصغير، تغطيه قبة بلورية مضلعة تدخل الإضاءة من خلالها إلى وسط الفراغ الداخلي المركزي للمبنى الذي تحتله نافورة صغيرة تنساب منها المياه في مجرى خاص متدرج يقع في منتصف الدرج الصاعد من أسفل إلى داخل فراغ القبة.
ويقدم فسطاط تاوت وبرج أنيشتاين تمثيلا لموضوعيين رئيسيين من الموضوعات التي شغف بها التعبيريون بشكل عام هما موضوعا البرج والكهف، اللذان شكلا المعالم المكانية الرئيسية لرواية الفيلسوف نيتشة.

## معرض صور

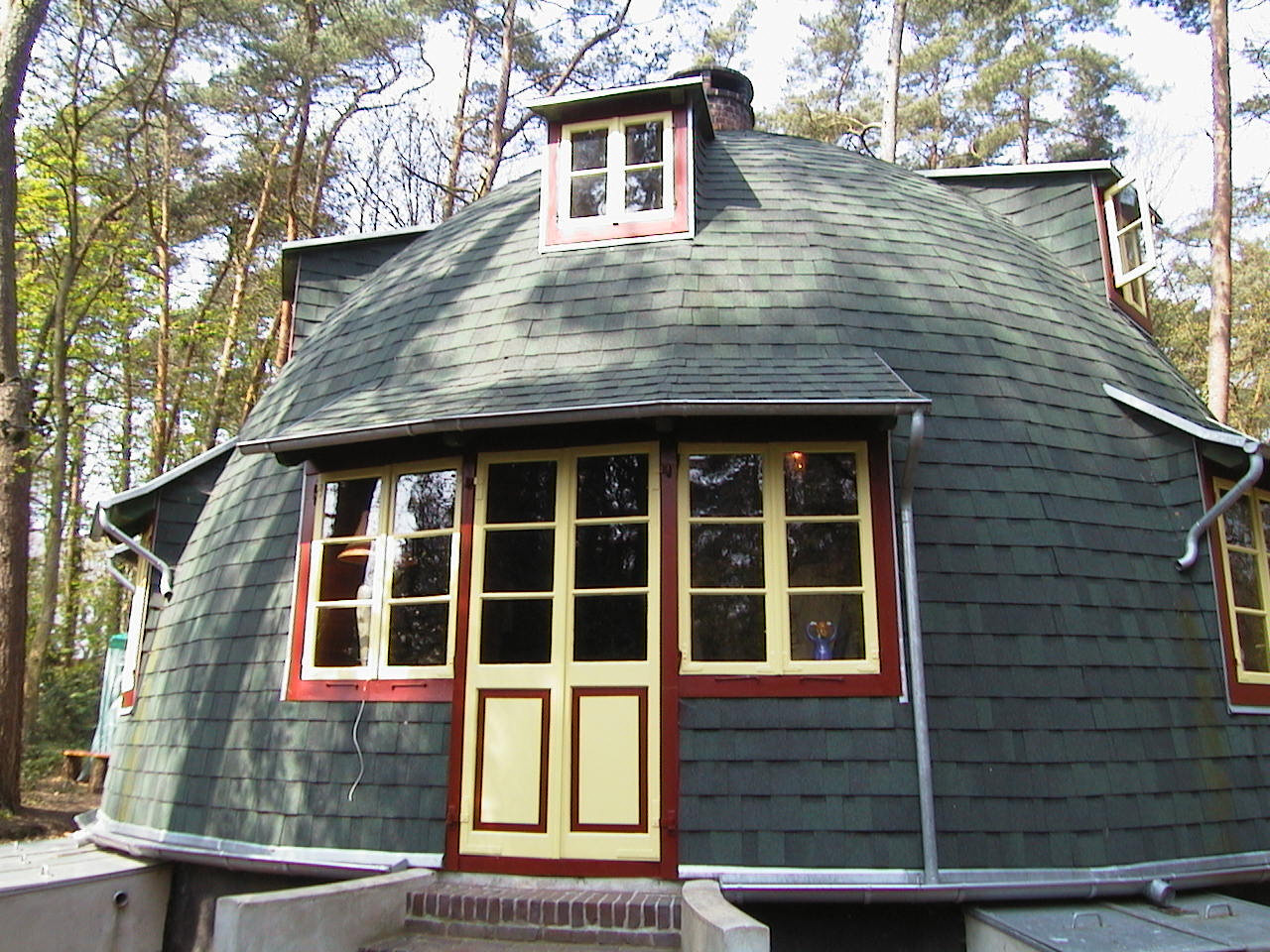
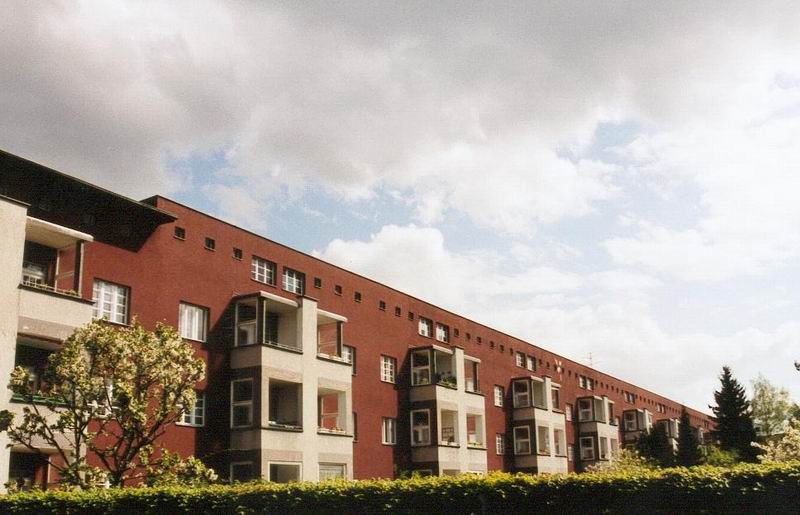
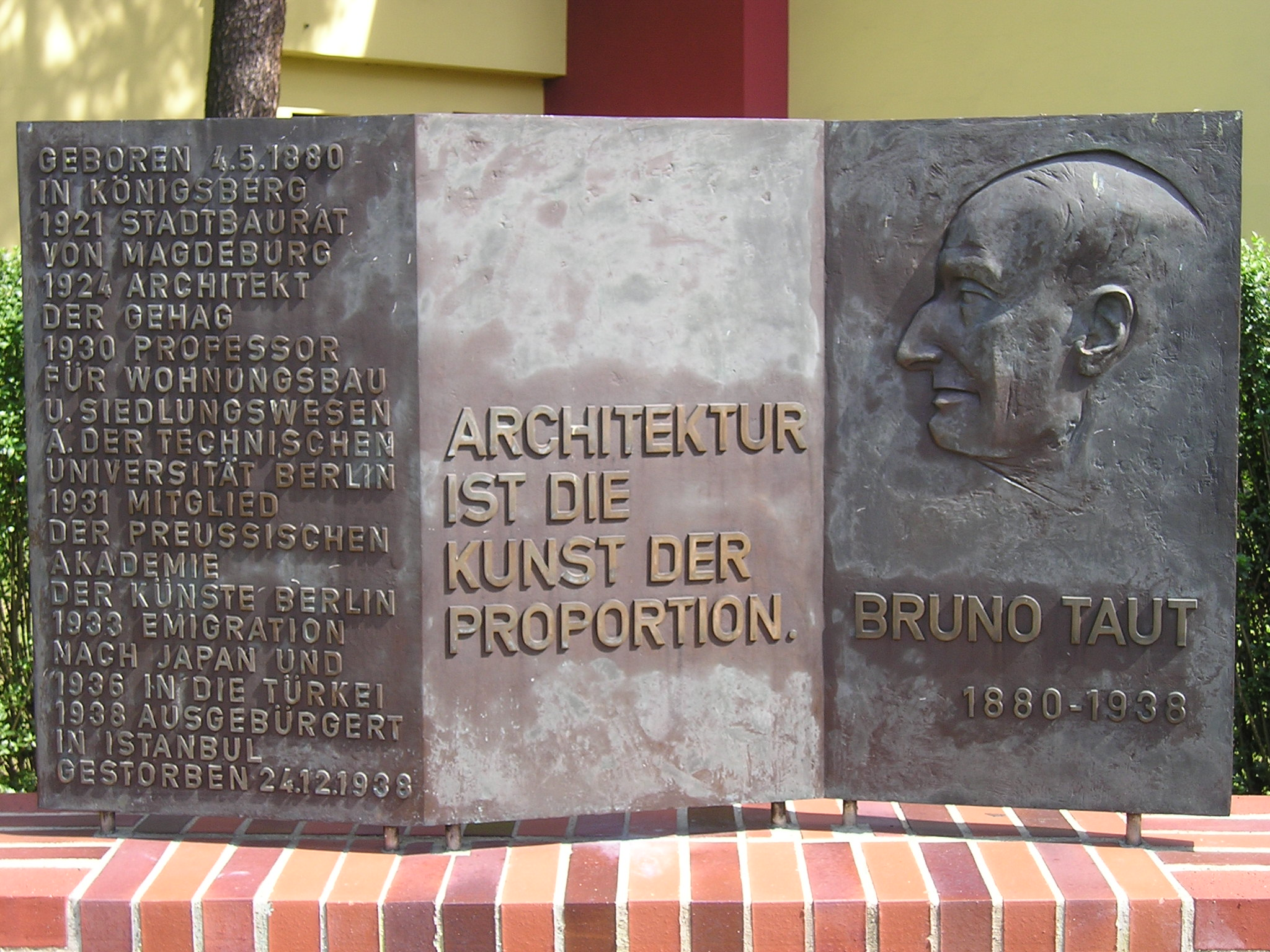

## وصلات خارجية
- مجمع «هوفأيزن» للمساكن الشعبية (Hufeisensiedlung)
- متحف عمارة وسيرة برونو تاوت